# Samsung Euro Championship
Samsung Euro Championship (skrót: SEC) – europejski turniej gier komputerowych, organizowany przez World Cyber Games. Impreza jest rozgrywana corocznie, mogą w niej brać udział wyłącznie zawodnicy z Europy. W latach 2005–2008 impreza odbywała się w Niemczech w Hanowerze podczas targów CeBIT. W roku 2009 z powodów finansowych została odwołana, by powrócić w roku 2010 do Berlina, podczas targów IFA odbywających się w halach ICC. W roku 2011 SEC po raz pierwszy została zorganizowana poza terenem Niemiec i gościła w Polsce, stanowiąc największą jak dotychczas imprezę e-sportową w tym kraju. Turniej odbył się od 7 do 9 października 2011 roku w Warszawie w Hali Expo XXI.

## Historia
| Data                       | Miejscowość | Państwo | Liczba ekip | Liczba sportowców | Liczba konkurencji |
| -------------------------- | ----------- | ------- | ----------- | ----------------- | ------------------ |
| SEC 2005 (10 III – 13 III) | Hanower     | Niemcy  | 30          | ok. 300           | 8                  |
| SEC 2006 (9 III – 12 III)  | Hanower     | Niemcy  | 25          | ok. 250           | 7                  |
| SEC 2007 (15 III – 18 III) | Hanower     | Niemcy  | 26          | ok. 260           | 6                  |
| SEC 2008 (6 III – 9 III)   | Hanower     | Niemcy  | 30          | ok. 250           | 7                  |
| SEC 2010 (3 IX – 5 IX)     | Berlin      | Niemcy  | 20          | 104               | 6                  |
| SEC 2011 (7 X – 9 X)       | Warszawa    | Polska  | 23          | 167               | 6                  |

## Statystyka medalowa
| Klasyfikacja medalowa | Klasyfikacja medalowa | Klasyfikacja medalowa | Klasyfikacja medalowa | Klasyfikacja medalowa | Klasyfikacja medalowa |
| Lp.                   | Państwo               | Złoto                 | Srebro                | Brąz                  | Razem                 |
| --------------------- | --------------------- | --------------------- | --------------------- | --------------------- | --------------------- |
| 1.                    | Niemcy                | 11                    | 4                     | 7                     | 22                    |
| 2.                    | Polska                | 6                     | 7                     | 2                     | 15                    |
| 3.                    | Holandia              | 6                     | 2                     | 3                     | 11                    |
| 4.                    | Szwecja               | 4                     | 3                     | 1                     | 8                     |
| 5.                    | Ukraina               | 4                     | 2                     | 0                     | 6                     |
| 6.                    | Wielka Brytania       | 3                     | 1                     | 1                     | 5                     |
| 7.                    | Włochy                | 2                     | 0                     | 1                     | 3                     |
| 8.                    | Francja               | 1                     | 8                     | 4                     | 13                    |
| 9.                    | Hiszpania             | 1                     | 3                     | 2                     | 6                     |
| 10.                   | Dania                 | 1                     | 1                     | 1                     | 3                     |
| 11.                   | Portugalia            | 1                     | 0                     | 2                     | 3                     |
| 12.                   | Austria               | 0                     | 3                     | 5                     | 8                     |
| 13.                   | Rosja                 | 0                     | 2                     | 1                     | 3                     |
| 14.                   | Rumunia               | 0                     | 1                     | 3                     | 4                     |
| 15.                   | Szwajcaria            | 0                     | 1                     | 1                     | 2                     |
|                       | Bułgaria              | 0                     | 1                     | 1                     | 2                     |
| 17.                   | Finlandia             | 0                     | 0                     | 3                     | 3                     |
| 18.                   | Chorwacja             | 0                     | 0                     | 1                     | 1                     |
|                       | Norwegia              | 0                     | 0                     | 1                     | 1                     |